# Misaki Amano
Misaki Amano (天野 実咲, Amano Misaki, Gifu, 22 april 1985) is een Japans voormalig voetbalster.

## Carrière

### Clubcarrière
Amano begon haar carrière in 2008 bij TEPCO Mareeze. Ze tekende in 2012 bij Vegalta Sendai. In 2013 beëindigde zij haar carrière als voetbalster.

### Interlandcarrière
Amano maakte deel uit van de Japans vrouwenvoetbalelftal tijdens de wereldkampioenschappen van 2007, maar zij kwam tijdens dit toernooi niet zelf in actie. Japan werd uitgeschakeld in de groepsfase met de Engeland, Argentinië en Duitsland.